# Canadiennes de Montréal
Vous lisez un « bon article » labellisé en 2012.
Les Canadiennes de Montréal, anciennement nommées Stars de Montréal, sont une ancienne équipe féminine de hockey sur glace de la ville de Montréal, dans la province de Québec au Canada. L'équipe joue ses matchs à domicile au Centre Étienne-Desmarteau à Montréal et fait ses débuts dans la Ligue canadienne de hockey féminin (LCHF) dès sa création en 2007. La formation remporte à quatre reprises les séries éliminatoires de la LCHF et remporte ainsi la coupe Clarkson en 2009, 2011, 2012 et 2017.
En 2019, la LCHF cesse ses activités, ce qui inclut les matchs des différentes équipe de la ligue, dont les Canadiennes.

## Histoire

### Les débuts de l'équipe

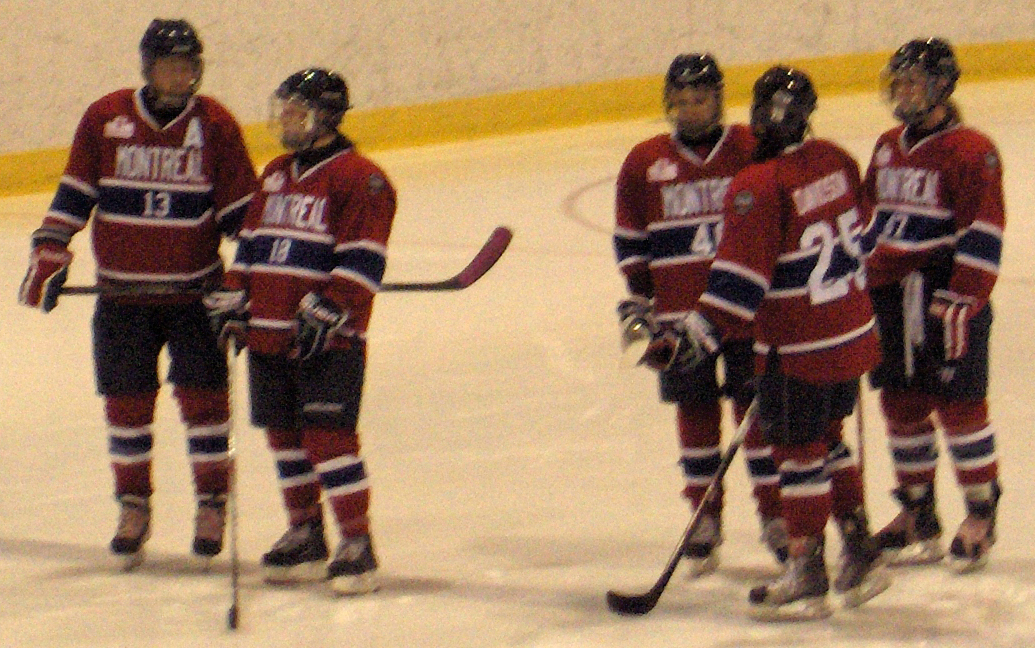
Les joueuses des Stars.

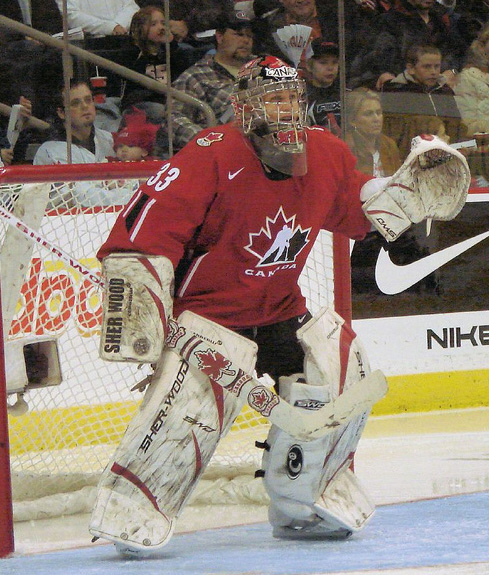
Kim St-Pierre (ici avec le Canada) est nommée meilleure gardienne de but de la LCHF en 2007-2008.

L'histoire de l'équipe féminine de Montréal débute en 1998 avec la création du Wingstar de Montréal. Cinq ans plus tard, en 2003, le club est renommé en Axion de Montréal et joue alors dans la Ligue nationale de hockey féminin (également désignée par le sigle NWHL de son nom anglais, National Women's Hockey League). Lors de la saison 2005-2006, l'équipe remporte le championnat de la LNHF en battant 1-0 le Thunder de Brampton. En fin de saison 2006-2007, l'Axion remporte le championnat de la division Est de la LNHF. En proie à des difficultés financières, la LNHF cesse ses activités à l'été 2007.
À l'automne 2007, la future capitaine des Stars Lisa-Marie Breton-Lebreux participe à la création d'une nouvelle ligue : la Ligue canadienne de hockey féminin (également désignée par le sigle LCHF). L'Axion intègre la ligue pour sa saison inaugurale 2007-2008 et change à l'occasion de nom, devant les Stars de Montréal. À la fin de cette première édition, l'équipe se classe première de la division Est et également de toute la LCHF grâce notamment à Kim St-Pierre qui est désignée meilleure gardienne du circuit. Dans le même temps, Marie-Philip Poulin est la meilleure recrue de la saison ; elle fait partie avec ses coéquipières, Katie Weatherston et Leslie Oles de l'équipe étoile des recrues. St-Pierre, Déry, Weatherston, Oles et Poulin sont également élues dans l'équipe d'étoiles de la division Est.
Meilleure équipe de la saison régulière, les Stars sont directement qualifiées pour le deuxième tour des séries éliminatoires de la ligue mais elles se font surprendre lors du premier match qu'elles jouent contre les Chiefs de Mississauga, qui se termine sur le score de 4-3 en faveur des Chiefs. Les deux équipes se retrouvent le lendemain pour le deuxième match de la série et ce sont les Stars qui cette fois s'imposent 4-0. La qualification se jouant au nombre de matchs victorieux, une séance de tir de fusillade a lieu afin de départager les deux formations et ce sont finalement les Chiefs qui accèdent à la première finale du championnat.

### La première coupe Clarkson

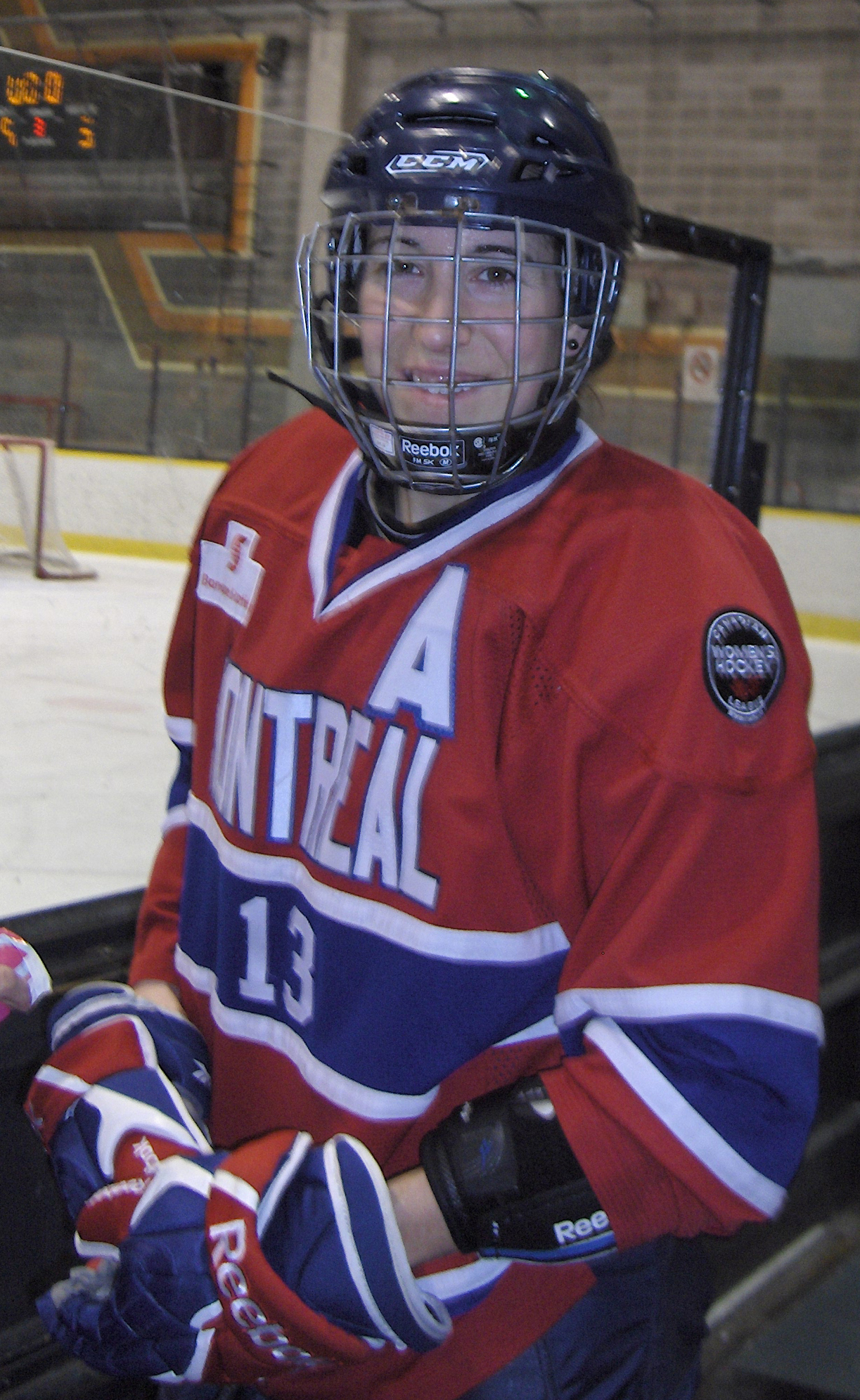
Caroline Ouellette remporte les honneurs des mois de novembre et décembre 2008 de la meilleure marqueuse de la ligue, égalant le record de ligue avec 19 points en six matchs

À la fin de la saison 2008-2009, les joueuses des Stars pointent à la première place du classement alors que la ligue ne compte plus qu'une unique division ; avec vingt-quatre victoires en vingt-huit rencontres, les Stars ont dix points d'avance sur le Thunder de Brampton. À l'issue de cette saison régulière, les quatre premières équipes de la LCHF se rencontrent deux contre deux au cours d'une série de matchs aller-retour ; ainsi, Montréal joue et gagne sa série contre les Barracudas de Burlington 6-1 puis 1-3.
Le tournoi 2009 de la coupe Clarkson se déroule à Kingston, dans la province de l'Ontario, le 19 mars 2009. C’est la première fois que cette coupe est disputée entre les meilleures équipes de la LCHF et de la Ligue féminine de hockey de l'Ouest (également désignée par le sigle WWHL de son nom anglais Western Women's Hockey League). Le Thunder de Brampton est l'autre équipe de la LCHF qui joue avec les Stars le tournoi final de la coupe Clarkson. La WWHL envoie également deux équipes dans le tournoi : les Whitecaps du Minnesota et l'Oval X-Treme de Calgary. Malgré une défaite 4-3 lors du match d'ouverture du tournoi contre l'équipe du Minnesota, ce sont finalement les Stars qui mettent la main sur la première coupe Clarkson remise en personne par Adrienne Clarkson. Dans le match de finale, les Stars de Montréal battent les Whitecaps 3 à 1. Shauna Denis inscrit le premier but du match pour Montréal avant qu'Angela Ruggiero réplique pour le Minnesota ; Sabrina Harbec, recrue de l’année dans la ligue, marque le but gagnant en portant la marque à 2-1 avant la fin du deuxième tiers-temps. Caroline Ouellette, nouvelle venue dans l'équipe au début de la saison, inscrit le dernier but des Stars sur une passe de Poulin,. Trois joueuses des Stars sont par la suite nommées au sein des équipes d’étoiles de la ligue : Caroline Ouellette, Kim St-Pierre et Sabrina Harbec.
Lors de cette saison, Ouellette est nommée meilleure joueuse de la saison et est également la meilleure assistante de la saison régulière avec trente-trois passes décisives ; avec cinquante-neuf points, elle est la deuxième meilleure pointeuse de l'année derrière Jayna Hefford. Dans les buts, Kim St-Pierre est une nouvelle fois nommée meilleure gardienne de la LCHF ainsi que dans l'équipe d'étoiles de la saison.

### Saison 2009-2010
Les Stars terminent la saison suivante une nouvelle fois en tête du classement avec vingt-trois victoires en trente rencontres, cinq défaites et deux matchs nuls ; Sabrina Harbec termine à la première place des joueuses au niveau des points avec cinquante-cinq points en vingt-neuf rencontres et première également au niveau des passes avec quarante aides. Noémie Marin est la meilleure au chapitre des buts pour toute la ligue avec vingt-cinq buts. Harbec est désignée meilleure joueuse de la saison régulière et Annie Guay la meilleure pour l'ensemble des défenseurs.
En tant que meilleure équipe de la saison de la LCHF, les Stars de Montréal se qualifient directement pour la coupe Clarkson 2010 mais sont éliminées lors de la demi-finale par le Thunder de Brampton sur le score de 3-2.

### La deuxième coupe Clarkson

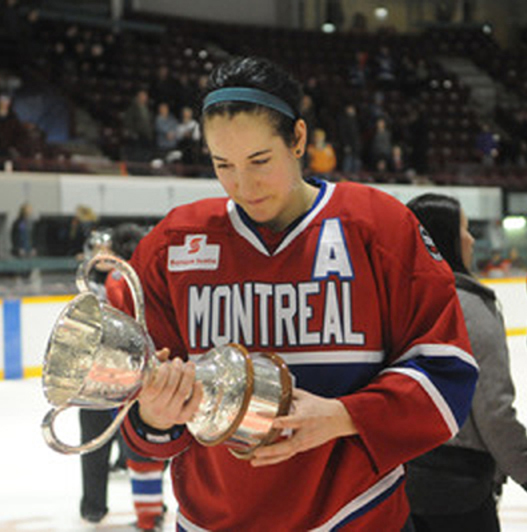
La coupe Clarkson dans les mains de Caroline Ouellette

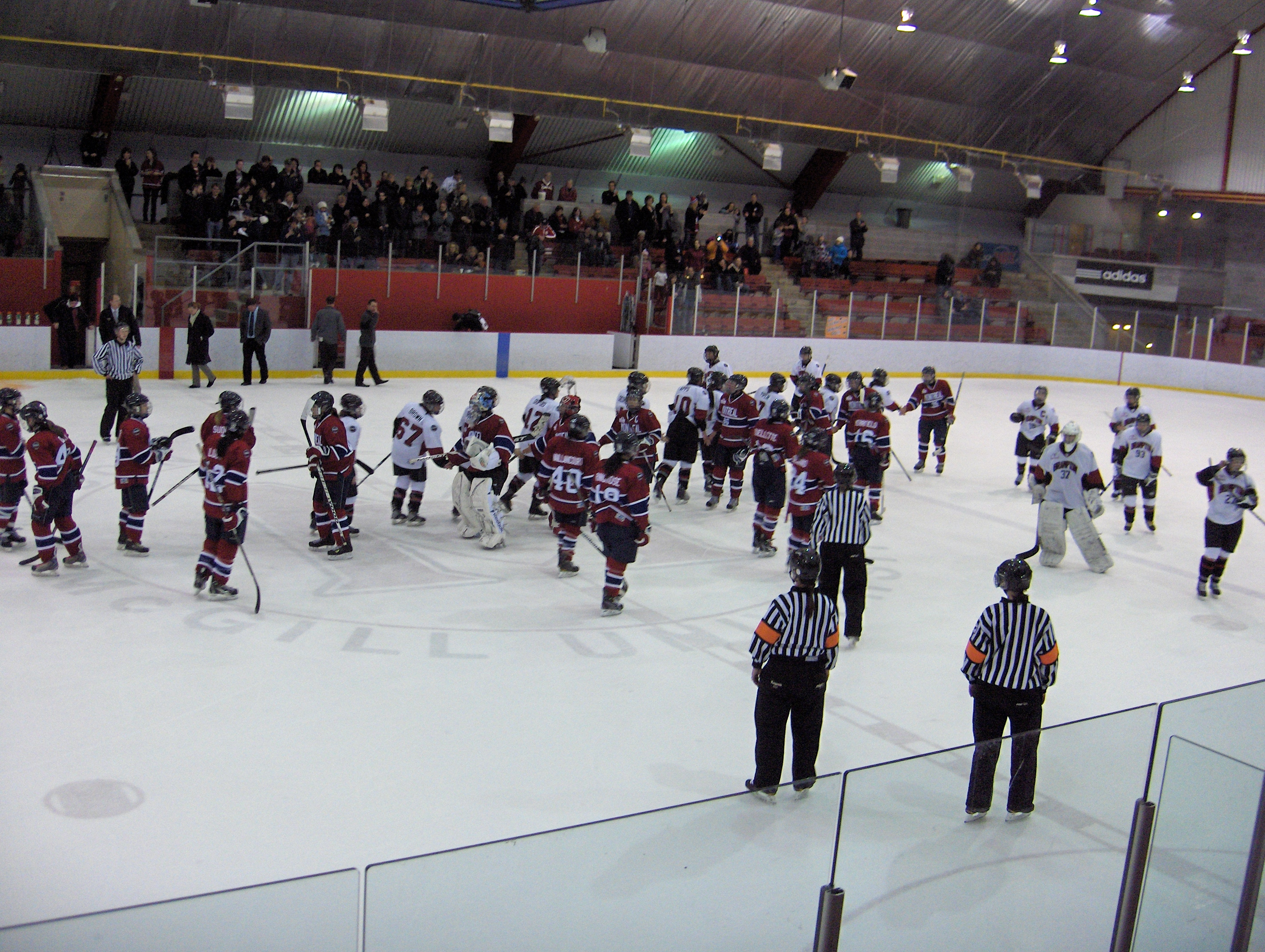
Les deux matchs de la série éliminatoire Brampton - Montréal se déroulent à l'Aréna McConnell de l'université McGill

Les Stars terminent leur saison régulière 2010-2011 avec deux succès contre les Blades de Boston solidifiant leur première place au classement avec un parcours de vingt-deux victoires et quatre défaites. Six des dix meilleures compteuses de la ligue sont des Stars.
Lors des séries éliminatoires, Montréal gagne ses deux matchs contre les Thunders de Brampton et remporte le championnat 2011 de la LCHF. L'équipe part, du 24 au 27 mars 2011, à Barrie en Ontario pour y disputer le championnat de la coupe Clarkson. Le tournoi met en rivalité les trois meilleures équipes de la saison dans la Ligue canadienne de hockey féminin et une équipe américaine, les Whitecaps du Minnesota, championnes de la saison 2010-2011 dans la WWHL. Les Stars gagnent leur premier match du tournoi, 5-1 contre les Whitecaps ; lors du deuxième match, Sarah Vaillancourt marque trois buts pour conduire Montréal à une victoire de 7-4 contre le Thunder de Brampton. Le 26 mars, au troisième jour du tournoi, les Stars remportent une victoire cruciale 2-1 contre les Furies de Toronto qui assure aux Stars la qualification pour le match de finale de la coupe Clarkson. Le 27 mars 2011, lors de la finale, les Stars remportent leur deuxième coupe Clarkson en défaisant les Furies de Toronto 5-0,. La fille de l'ancienne gouverneur général du Canada Adrienne Clarkson, Kyra Clarkson, est sur place afin de remettre la coupe au capitaine des Stars, Lisa-Marie Breton-Lebreux. La gardienne Kim St-Pierre mérite le blanchissage, et Dominique Thibault est nommée joueuse du match. Sarah Vaillancourt est élue la meilleure joueuse des séries éliminatoires de la ligue,. De retour à Montréal, les Stars sont honorées à l’Hôtel de ville de Montréal et à l'Assemblée nationale du Québec.

### Saison 2011-2012: la troisième coupe Clarkson

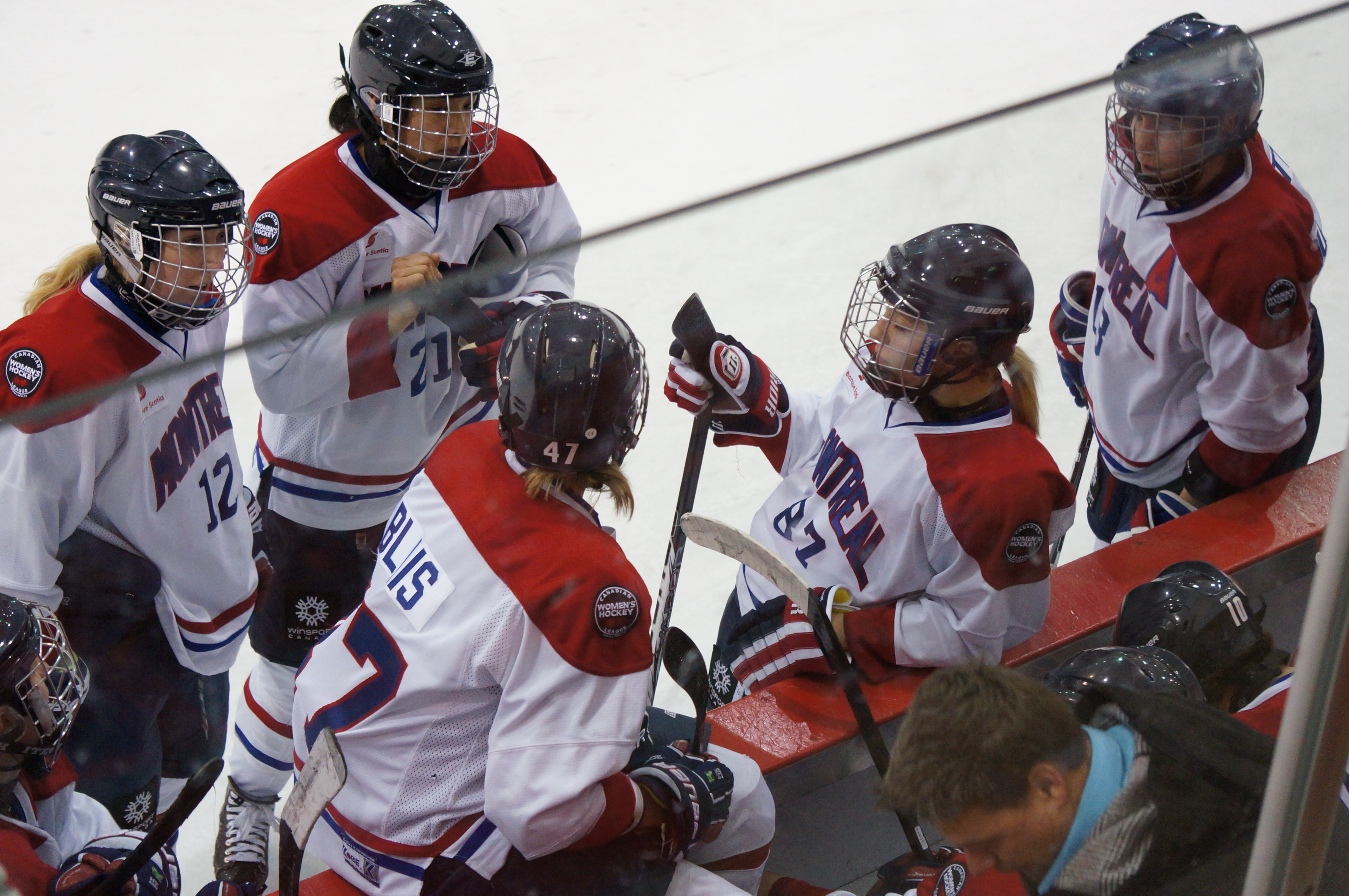
Au cours de la saison 2011-2012, les Stars ont la meilleure offensive de toute la ligue

Championnes en titre de la saison régulière, les Stars de Montréal dominent la saison dans la Ligue canadienne de hockey féminin : l'équipe termine avec une fiche de vingt-deux victoires, quatre défaites et un match nul. Cinq joueuses des Stars sont parmi les dix meilleures compteuses de la ligue. Si Caroline Ouellette reste la leader de l'équipe, elle peut compter cette saison sur l'apport offensif de la jeune Meghan Agosta qui établit un nouveau record individuel de quatre-vingts points (quarante-et-un buts et trente-neuf assistances), en une saison. En défense, la présence de Catherine Ward ; une ancienne des Martlets de McGill est notable. Ward se classe comme la meilleure défenseure du circuit avec 31 points. Les Stars sont encore les favorites du championnat de la coupe Clarkson. Le tournoi se déroule à Niagara Falls du 22 au 25 mars.
Lors du premier match du tournoi de la coupe Clarkson, le 22 mars, les Stars remporte haut la main en blanchissant 7-0 les Furies de Toronto. Sabrina Harbec ouvre le bal avec le premier but du match au début de la deuxième période. Meghan Agosta suit avec deux buts coup sur coup. En troisième période, Caroline Ouellette trouve le fond du filet deux fois, tandis que Julie Chu et Emmanuelle Blais complètent la marque des Stars.
Au second match des Stars le 23 mars, le Thunder de Brampton oppose une résistance physique. Caroline Ouellette et Meghan Agosta marquent en première période. La deuxième période est difficile et Bianca Della Porta écope d'une punition de 5 minutes pour rudesse. Les Stars doivent se défendre avec une joueuse en moins mais Jenny Lavigne confirme être la gardienne de la situation. En troisième période, Brampton a quelques occasions de marquer mais Lavigne effectue plusieurs arrêts spectaculaires. Les Stars l'emportent 2-0.
Lors du troisième match, le 24 mars, les Stars affrontent les Blades de Boston. Une nouvelle gardienne substitut Ann-Renée Desbiens,, joue dans les buts des Stars de Montréal en remplacement de Jenny Lavigne, afin de lui donner un repos. Dès le début du match, les Stars exercent beaucoup de pression dans la zone des Blades. Mais Kelli Stack et Gigi Marvin des Blades trouvent le fond du filet. Dominique Thibault défie un tir de la défensive lors d'un jeu de puissance des Stars et Montréal s'inscrit au pointage. En deuxième période, la gardienne américaine Molly Schaus se surpasse mais les Stars réussissent a égaliser avec un but de la défenseure Catherine Ward. En début de troisième période, Caroline Ouellette monte la rondelle d'un bout a l'autre de la patinoire et, en zone des Blades, fait une passe vers Sabrina Harbec qui déjoue la gardienne Molly Schaus d'un tir du revers. C'est alors l'égalité 3-3. Puis dans un moment de confusion dans la zone des Blades, Meghan Agosta marque le 4-3 pour Montréal. Mais a une minute de la fin réglementaire du match, Erika Lawler, la capitaine des Blades de Boston, réplique et marque. La période réglementaire du match se termine sur un compte de 4-4. Quelques minutes s'écoulent en prolongation et Caroline Ouellette marque d'un puissant tir précis à la suite d'une passe rapide de Carly Hill. Les Stars de Montréal remportent le match au compte de 5-4 et se qualifient pour la finale de la coupe Clarkson.
Lors de la finale, dimanche le 25 mars, les Stars de Montréal inscrivent trois buts sans riposte dans la deuxième période, pour triompher 4-2 sur le Thunder de Brampton et ainsi remporter la coupe Clarkson. Alyssa Cecere, Caroline Ouellette, Vanessa Davidson et Emmanuelle Blais ont trompé la vigilance de la gardien de Brampton Liz Knox et marquer chacune un but. Chez les Stars, la gardienne Jenny Lavigne était devant le filet et elle a aidé les Stars à tenir l'adversaire en échec lors de sept désavantages numériques. Seules Courtney Birchard et Cherie Piper l'ont déjouée en troisième période.
De retour du tournoi, les Stars sont acclamées sur la glace du Centre Bell lors d'un match des Canadiens de Montréal le 4 avril 2012. et sont élus Personnalités de la semaine par le quotidien La Presse.
Après leur titre de championnes du continent nord-américain, quatre Stars, Caroline Ouellette, Meghan Agosta, Emmanuelle Blais et Catherine Ward, se dirigent vers Ottawa pour prendre part au camp d'Équipe Canada en prévision du championnat du monde 2012 qui a lieu à Burlington aux États-Unis du 7 au 14 avril 2012.

### Depuis 2014, changement d'identité pour une quatrième coupe
Lors de la saison 2014-2015 a lieu le premier Match des étoiles de la LCHF. Il se déroule au Centre Air Canada et attire pratiquement 7 000 personnes. Les capitaines des deux équipes sont Charline Labonté, la gardienne des Stars et Jessica Campbell, de l'Inferno de Calgary. Cette même année, les Blades de Boston remporte la coupe Clarkson après avoir battu les Stars de Montréal en finale, sur un but en prolongation de Janine Weber.
Avant la saison 2015-2016, la LCHF annonce leur troisième partenariat avec la LNH, cette fois entre les Stars de Montréal et les Canadiens de Montréal, ce qui entraîne le changement de nom vers les Canadiennes de Montréal. Cela s'accompagne d'un nouveau logo et d'un nouveau maillot, tendant vers une harmonie avec ceux des Canadiens. Ce partenariat représente une véritable plus-value pour le développement de l'équipe, qui en plus de bénéficier d'une aide financière et de plus de visibilité, bénéficie également d'un travail collectif avec le staff des Canadiens sur les questions du marketing, des produits dérivés, des initiatives communautaires, etc,.
La saison 2016 est également marquée par le premier match de l'équipe joué sur une patinoire de LNH, contre l'Inferno de Calgary au Centre Bell. Plus de 6 000 spectateurs sont témoins de la victoire de 1-0 des Canadiennes.
En 2017, l'équipe remporte pour la première fois sous son nouveau nom et pour la quatrième fois au total, la coupe Clarkson. Elle compte dans ses rangs, Marion Allemoz, première joueuse de l'équipe de France à évoluer dans le championnat nord-américain.
Les Canadiennes doivent occuper une nouvelle patinoire qui leur sera dédiée et leur permettra de regrouper l'ensemble de leurs locaux pour la saison 2018-2019. L'Auditorium de Verdun, situé à Montréal, devrait accueillir 3 300 places assises après la rénovation, ainsi que des vestiaires neufs, une salle d'entrainement modernisée et l'ensemble des bureaux administratifs. Finalement, il est annoncé le 20 septembre 2018 que la Place Bell deviendrait leur nouveau domicile. Elles joueront aussi bien sur la glace principale que sur la glace d'entraînement. Le club joue son match d'ouverture de la saison 2018-2019 sur la glace principale le 13 octobre 2018. Il s'agit de la dernière saison de l'équipe puisque la Ligue canadienne de hockey féminin (LCHF) annonce sa dissolution au terme de la saison.

## Identité de l'équipe

### Couleurs et logo

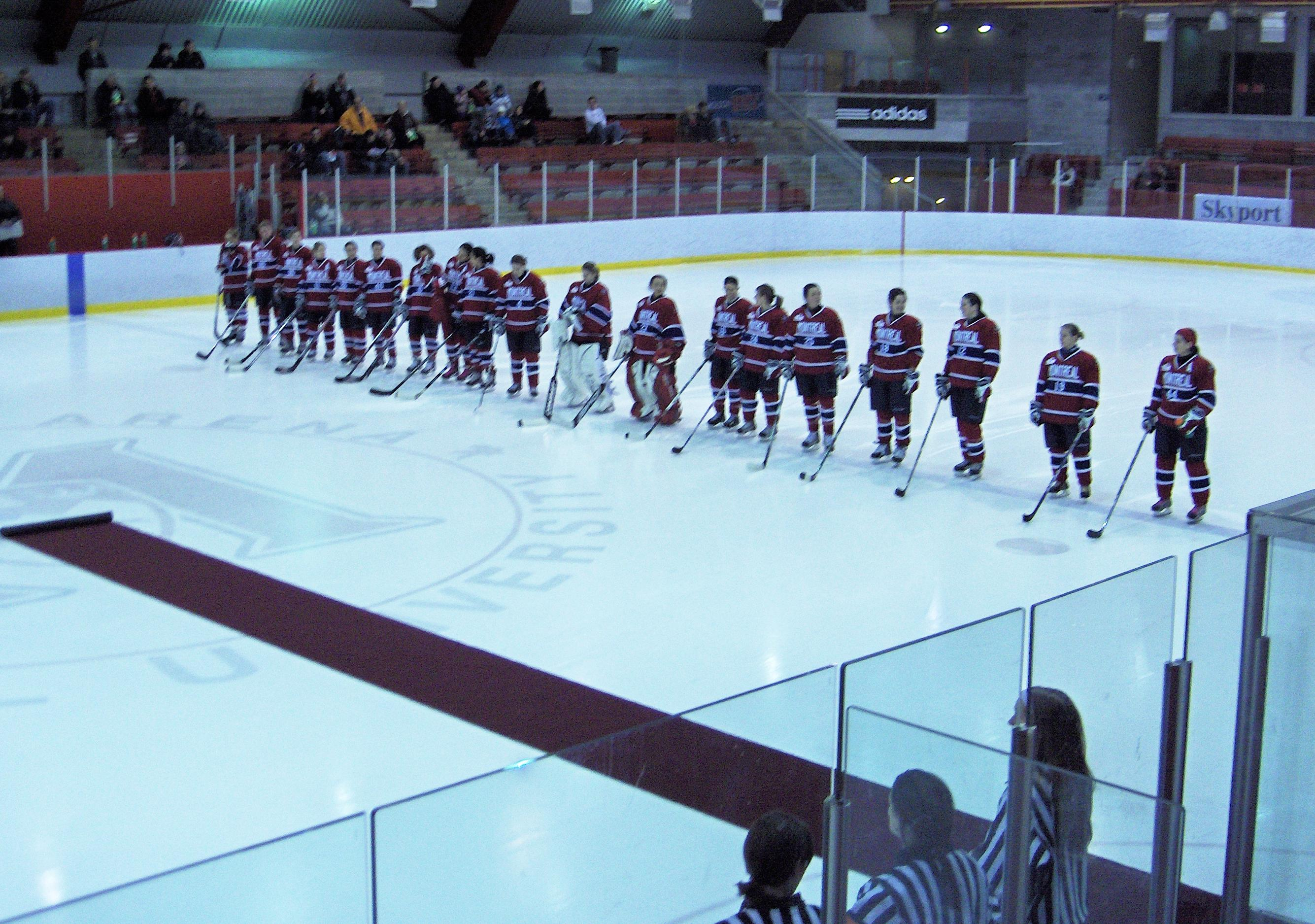
Le « Bleu-blanc-rouge » des Stars fait référence aux couleurs de l'uniforme des Canadiens de Montréal.

Les Stars de Montréal jouent sous les couleurs classiques de l'équipe masculine de la ville évoluant dans la Ligue nationale de hockey, les Canadiens de Montréal, soit le bleu, blanc et rouge. Leur ancien logo est un m majuscule, qui représente la ville de Montréal, surplombé d'une étoile, du mot anglais Star ; sous ces éléments se trouve le mot Montréal. Lors du match d'ouverture de la saison 2011-2012, le samedi 22 octobre 2011, l'équipe dévoile un nouveau logo, un peu différent de l'ancien, il s'agit d'un m stylisé surplombé d'une étoile avec l'inscription Stars de Montréal en dessous.
Leur uniforme est semblable à celui des Canadiens à l'exception du logo qui est remplacé par le numéro de la joueuse. Une variante est apportée lors de parties promouvant la lutte contre le cancer du sein au cours desquels les joueuses arborent un uniforme de couleur rose (cf. infra).

Logo des Stars de Montréal de 2007 à 2011
Logo de 2011 à 2015
Logo des Canadiennes depuis 2015

### Implication sociale des Stars

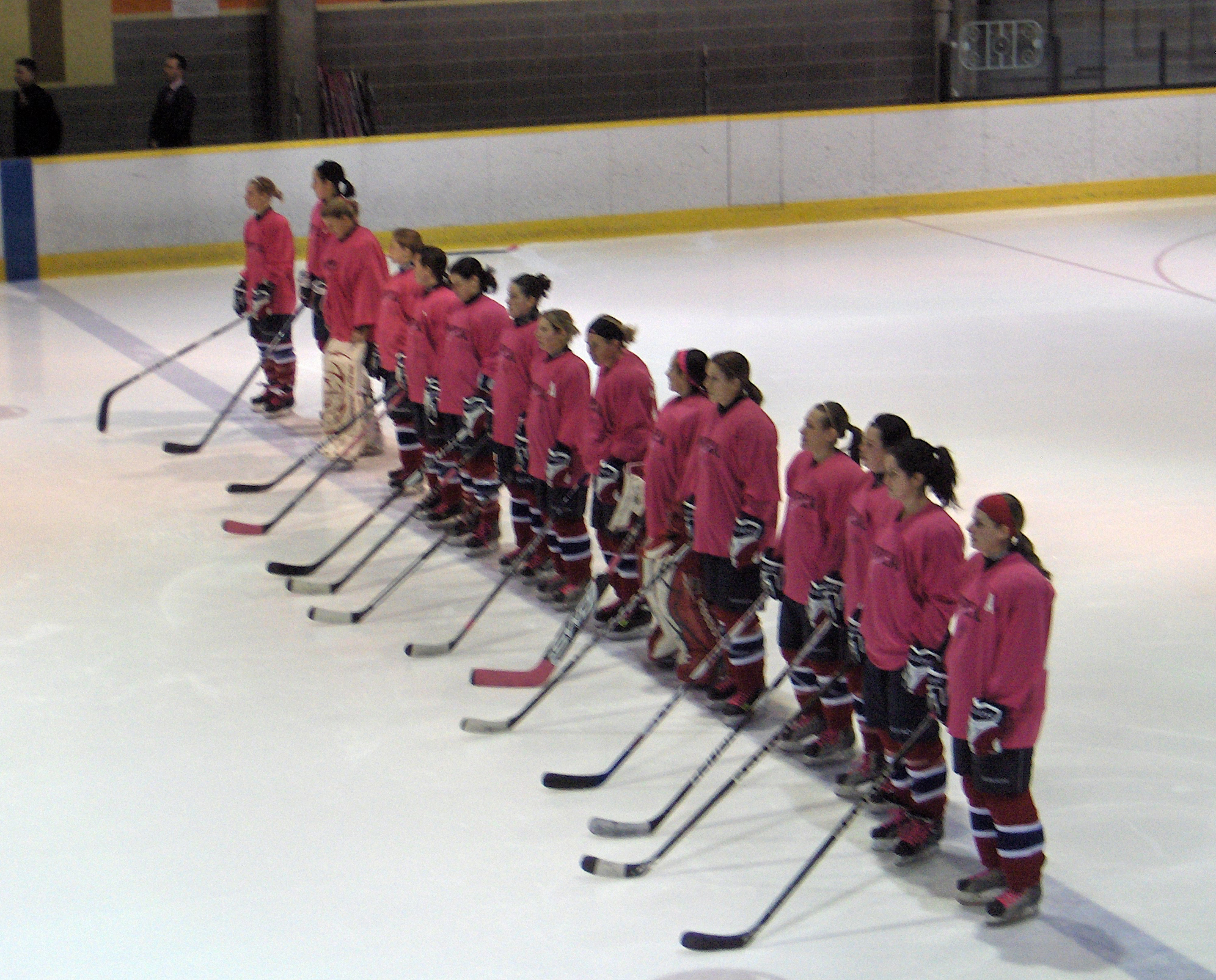
Les Stars soutiennent la lutte contre le cancer du sein lors d'un événement annuel. Pour l'occasion, elles jouent avec des maillots roses

L'équipe soutient la cause de la lutte contre le cancer du sein,,. Plusieurs joueuses sont concernées de près ou de loin par cette maladie.
Chaque saison a lieu un événement spécial au Centre Étienne-Desmarteau. Pour l'occasion, les Stars de Montréal revêtent des maillots roses pour le match. Cet événement a comme objectif d’amasser des fonds pour la Fondation du cancer du sein du Québec,. Une cérémonie d’avant-match honore des femmes survivantes de la maladie. Chacune reçoit une rose de la main d’une des joueuses des Stars. Durant le match, se tient à l'extérieur de la patinoire une vente aux enchères publique et silencieuse où sont offertes des photos encadrées et autographiées par l’équipe nationale canadienne, des objets appartenant aux joueuses de Montréal, des billets offerts par les Canadiens de Montréal. De plus, les maillots roses portés par les Stars en première période du match sont signés par les joueuses et vendus à l’encan. Après le match, les joueuses des deux équipes sont présentes pour échanger avec les supporteurs, signer des autographes et se faire photographier avec leurs fans. Plus de 14 727 dollars canadiens ont été amassés et remis à la Fondation du Cancer du Sein le 19 novembre 2011, soit près du double recueilli lors du premier événement, le 19 janvier 2011.
Plusieurs joueuses des Stars de Montréal sont engagées dans l'encadrement d'équipes de hockey amateur de jeunes filles. Les Stars prennent très au sérieux leur rôle de modèle de femmes adultes pour les jeunes filles qui grandissent à travers le sport du hockey féminin.

## Affluence des supporteurs

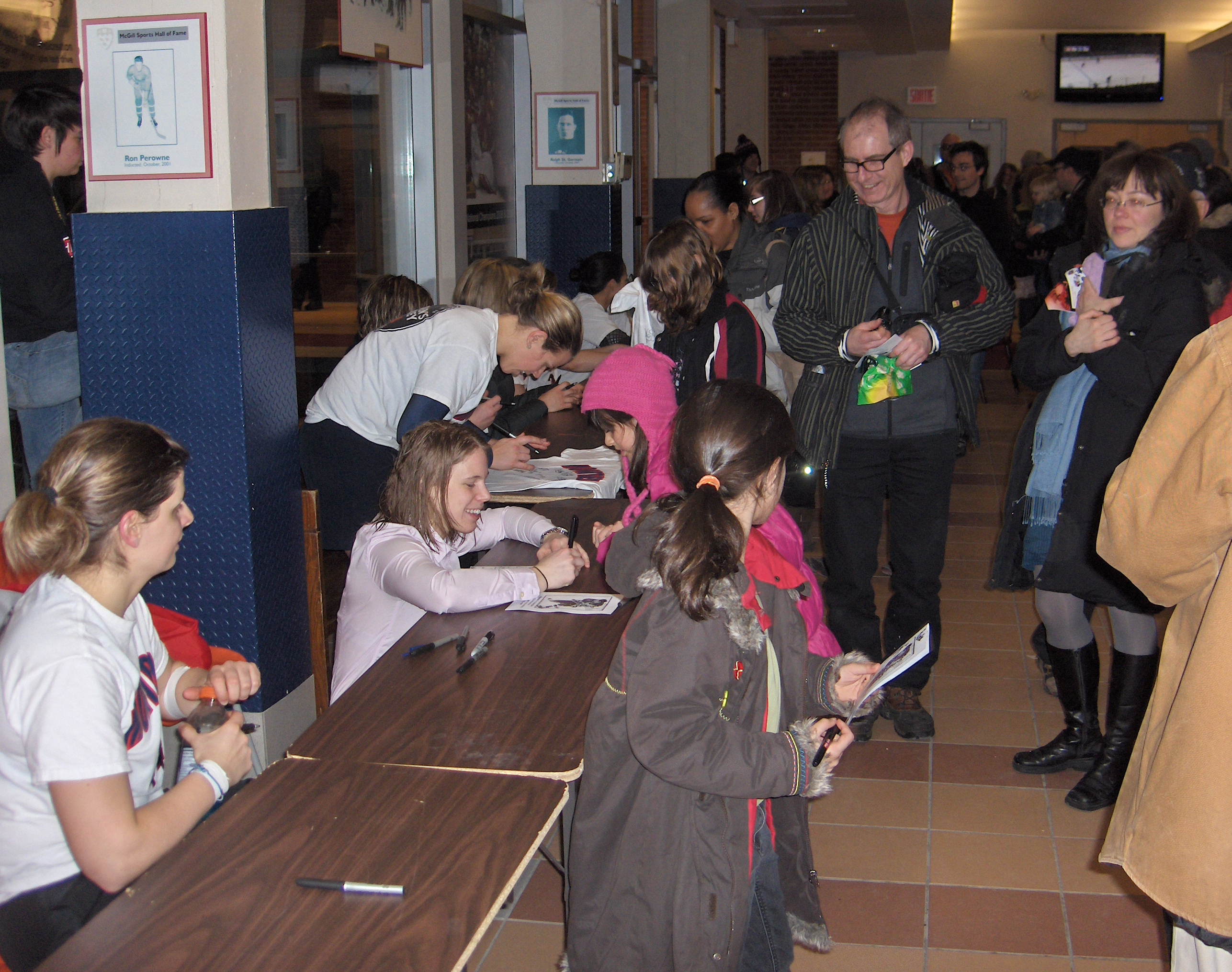
Joueuses des Stars lors d'une séance d'autographes avec leurs supporteurs

Lors des matchs à domicile, les Stars sont appuyées par un public présent dans les gradins de l'aréna : la moyenne pour la saison 2010-2011 est de 175 supporteurs présents pour chacun des matchs, le total de la saison étant de 2 800 personnes. Pour la saison régulière 2011-2012, une moyenne de 283 fans assistent à chacun des matchs de la saison pour un total de 3 680 personnes. C'est la plus forte foule dans la ligue féminine.
Le 10 décembre 2016, l'équipe féminine est invitée à disputer son match contre l'Inferno de Calgary au Centre Bell. Plus de 6 000 spectateurs sont témoins de la victoire de 1-0 des Canadiennes, soit la plus importante affluence pour l'équipe montréalaise. Les autres plus fortes affluences enregistrées à des matchs des Stars à domicile sont de 1 100 spectateurs, le 19 novembre 2011 et de 800 fans le 29 janvier 2011 lors de matchs en appui à la Fondation du cancer du sein.

## Bilans par saisons
| Saison    | PJ | V  | VP | D | BP  | BC | Pts | Classement               | Séries éliminatoires                                      |
| --------- | -- | -- | -- | - | --- | -- | --- | ------------------------ | --------------------------------------------------------- |
| 2007-2008 | 30 | 23 | 1  | 6 | 115 | 55 | 47  | Termine 1re division Est | Élimination en deuxième ronde                             |
| 2008-2009 | 30 | 25 | 1  | 4 | 135 | 66 | 51  | Termine 1re              | Remporte les séries de la LCHF Remporte la coupe Clarkson |
| 2009-2010 | 30 | 23 | 2  | 5 | 122 | 70 | 48  | Termine 1re              | Défaite au premier tour de la coupe Clarkson              |
| 2010-2011 | 26 | 22 | 2  | 2 | 125 | 70 | 46  | Termine 1re              | Remporte les séries de la LCHF Remporte la coupe Clarkson |
| 2011-2012 | 27 | 22 | 4  | 1 | 160 | 66 | 51  | Termine 1re              | Remporte les séries de la LCHF Remporte la coupe Clarkson |
| 2012-2013 | 24 | 19 | 1  | 4 | 72  | 39 | 39  | Termine 1re              | Défaite en finale de la coupe Clarkson                    |
| 2013-2014 | 23 | 19 | 2  | 2 | 96  | 47 | 42  | Termine 1re              | Défaite au premier tour de la coupe Clarkson              |
| 2014-2015 | 24 | 14 | 1  | 9 | 160 | 67 | 29  | Troisièmes de la LCHF    | Défaite en finale de la coupe Clarkson                    |
| 2015-2016 | 24 | 21 | 3  | 0 | 114 | 36 | 42  | Termine 1re              | Défaite en finale de la coupe Clarkson                    |
| 2016-2017 | 24 | 17 | 5  | 2 | 91  | 48 | 36  | Deuxièmes de la LCHF     | Remporte les séries de la LCHF Remporte la coupe Clarkson |
| 2017-2018 | 28 | 22 | 5  | 1 | 117 | 59 | 45  | Termine 1re              | Défaite au premier tour de la coupe Clarkson              |
| 2018-2019 | 28 | 21 | 6  | 1 | 118 | 45 | 43  | Termine 2e               | Défaite en finale de la coupe Clarkson                    |

## Personnalités

### Joueuses

#### Effectif actuel
| No    | Nom                    | Nat. | Position  | Arrivée                                                               |
| ----- | ---------------------- | ---- | --------- | --------------------------------------------------------------------- |
| +002, | Olivia Atkinson        |      | Attaquant | 2018 - Martlets de l'Université McGill                                |
| +005, | Lauriane Rougeau       |      | Défenseur | 2014 - Big Red de l'Université Cornell, Équipe Nationale du Canada    |
| +009, | Kim Deschênes          |      | Attaquant | 2014 - Carabins de l'Université de Montréal                           |
| +011, | Jill Saulnier          |      | Attaquant | 2018 - Inferno de Calgary, Équipe Nationale du Canada                 |
| +012, | Catherine Daoust       |      | Défenseur | 2018 - Bulldogs de Minnesota-Duluth                                   |
| +014, | Erin Ambrose           |      | Défenseur | 2017 - Furies de Toronto                                              |
| +015, | Mélodie Daoust         |      | Attaquant | 2017 - Martlets de l'Université McGill                                |
| +016, | Sarah Lefort           |      | Attaquant | 2016 - Terriers de l'Université de Boston, Équipe Nationale du Canada |
| +017, | Mélanie Desrochers     |      | Défenseur | 2016 - Saints de l'Université St-Lawrence                             |
| +018, | Geneviève Bannon       |      | Attaquant | 2018 - Göteborg HC, Golden Knights de l'Université Clarkson           |
| +019, | Katia Clément-Heydra   |      | Défenseur | 2015 - Martlets de l'Université McGill                                |
| +020, | Marie-Joelle Allard    |      | Défenseur | 2018 - Stingers de l'Université Concordia                             |
| +021, | Hilary Knight          |      | Attaquant | 2018 - Équipe Nationale des États-Unis                                |
| +022, | Maude Gelinas          |      | Attaquant | 2018 - Carabins de l'Université de Montréal                           |
| +023, | Sophie Brault          |      | Défenseur | 2014 - Carabins de l'Université de Montréal                           |
| +024, | Ann-Sophie Bettez      |      | Attaquant | 2012 - Martlets de l'Université McGill                                |
| +027, | Taylor Willard         |      | Défenseur | 2018 - Catamounts de l’Université du Vermont                          |
| +029, | Marie-Philip Poulin    |      | Attaquant | 2015 - Terriers de l'Université de Boston, Équipe Nationale du Canada |
| +035, | Marie-Soleil Deschênes |      | Gardien   | 2017 - Panthers de l'Université de l’Ile du Prince Édouard            |
| +038, | Emerance Maschmeyer    |      | Gardien   | 2017 - Inferno de Calgary                                             |
| +047, | Emmanuelle Blais       |      | Attaquant | 2010 - Bulldogs de Minnesota-Duluth                                   |
| +060, | Geneviève Lacasse      |      | Gardien   | 2018 - Inferno de Calgary, Équipe Nationale du Canada                 |
| +072, | Emma Martin            |      | Défenseur | 2018 - Panthers de l'Université de l’Ile du Prince Édouard            |
| +076, | Karell Émard           |      | Attaquant | 2015 - Saints de l'Université St-Lawrence                             |
| +078, | Tracy-Ann Lavigne      |      | Attaquant | 2017 - Stingers de l'Université Concordia                             |
| +088, | Kayla Tutino           |      | Attaquant | 2017 - Blades de Boston                                               |
| +089, | Maude Nicol            |      | Gardien   | 2018 - Equipe militaire de hockey sur glace                           |

#### Capitaines
- 2007 - 2013 : Lisa-Marie Breton-Lebreux
- 2013 - 2016 : Cathy Chartrand
- 2016 - 2017 : Marie-Philip Poulin
- 2017 - 2018 : Ann-Sophie Bettez[89]
- 2018 - 2019 : Marie-Philip Poulin[90]

#### Joueuses notables
- Marie-Philip Poulin :
  - Recrue de l'année (en anglais Rookie of the Year) en 2008,
  - Trophée Angela James, Joueuse la plus utile de la LCHF (en anglais CWHL Most Valuable Player) et Trophée Jayna Hefford en 2016, 2017 et 2019,
  - Première buteuse de la LCHF en 2016,
  - Première en assistance de la LCHF en 2017
- Caroline Ouellette :
  - Joueuse la plus utile de la LCHF en 2009 et 2011,
  - Trophée Angela James en 2011,
  - Première en assistance de la LCHF en 2009 et 2011
- Sabrina Harbec :
  - Joueuse la plus utile de la LCHF, Trophée Angela James et Première en assistance de la LCHF en 2010
- Meghan Agosta-Marciano :
  - Recrue de l'année en 2013,
  - Joueuse la plus utile de la LCHF en 2012,
  - Première en assistance de la LCHF et Trophée Angela James en 2012 et 2013
- Ann-Sophie Bettez :
  - Joueuse la plus utile de la LCHF et Trophée Angela James en 2014,
  - Première buteuse de la LCHF en 2013, 2014 et 2017,
  - Première en assistance de la LCHF en 2014 et 2016
- Kim St-Pierre :
  - Gardienne de l'année (en anglais Goaltender of the Year) en 2008, 2009 et 2011
- Charline Labonté :
  - Gardienne de l'année en 2015, 2016 et 2017
- Cathy Chartrand :
  - Défenseure de l'année (en anglais Defenseman of the Year) 2012, 2013

#### Choix de premier tour
Ce tableau permet de présenter le premier choix de l'équipe lors du repêchage d'entrée de la LCHF qui a lieu chaque année depuis 2010.
| Année | Joueuse             | Choix        | Équipe junior                   |
| ----- | ------------------- | ------------ | ------------------------------- |
| 2010  | Pas de repêchage    |              |                                 |
| 2011  | Meghan Agosta       | 1er au total | Lakers de Mercyhurst (NCAA)     |
| 2012  | Charline Labonte    | 5e au total  | Martlets de McGill (U Sports)   |
| 2013  | Lauriane Rougeau    | 4e au total  | Big Red de Cornell (NCAA)       |
| 2014  | Kim Deschenes       | 5e au total  | Carabins de Montréal (U Sports) |
| 2015  | Marie-Philip Poulin | 3e au total  | Terriers de Boston (NCAA)       |
| 2016  | Sarah Lefort        | 4e au total  | Terriers de Boston (NCAA)       |
| 2017  | Mélodie Daoust      | 4e au total  | Martlets de McGill (U Sports)   |
| 2018  | Genevieve Bannon    | 12e au total | Göteborg HC (SDHL)              |

### Dirigeants

#### Entraîneurs-chefs
- 2007 - 2008 : Patrick Rankine
- 2008 - 2009 : Isabelle Leclaire[92]
- 2009 - 2012 : Patrick Rankine[93]
- 2013 - 2018 : Dany Brunet[94],[95]
- 2018 - 2019 : Caroline Ouellette et Danièle Sauvageau[96]

#### Directeurs généraux
| N° | Nom             | Engagement | Départ   | Remarques                                                                          |
| -- | --------------- | ---------- | -------- | ---------------------------------------------------------------------------------- |
| 1  | Patrick Rankine | 2007       | 2009     | Pendant la première année, il occupe le poste d'entraineur et de directeur général |
| 2  | Megh Hewings    | 2010       | En cours | Elle a remporté trois coupes Clarkson                                              |

## Précarité financière des Stars
La faillite de la Ligue nationale de hockey féminin (LNHF) à l'été 2007 décourage plusieurs sponsors du hockey féminin, mais un groupe de joueuses autour de Lisa-Marie Breton-Lebreux relance le projet d'une ligue de hockey féminin professionnel dès l'automne 2007. Dès septembre 2007, l'objectif du groupe est de relancer l'Axion de Montréal sous un autre nom.
Contrairement aux championnats professionnels masculins, les budgets financiers sont modestes au hockey féminin, ce tant pour la nouvelle Ligue canadienne de hockey féminin (LCHF) que pour l'équipe des Stars. Il n'y a pas de propriétaires corporatifs des Stars de Montréal, du moins pas comme l'entend le hockey professionnel masculin : les Stars de Montréal comme composante légale sont un organisme sans but lucratif (un OSBL constitué au sens des lois en vigueur au Canada et au Québec), une forme d'association coopérative. Les Stars possèdent une charte légale d'OSBL et ne sont pas propriétaires de leur domicile. Cette patinoire appartient à la ville de Montréal, l'équipe n'étant que locataire du centre. Les Stars ne sont également pas propriétaires des contrats de ses joueuses, ces contrats relevant de la ligue. Ainsi, les Stars comme chacune des cinq autres équipes de la LCHF se voient attribuer un petit budget d'opération. Le budget global de la LCHF s’élève à 500 000 $ CAN lors de la saison 2010-11 et 800 000 $ CAN en 2011-12 et ce pour toute la ligue.
Le mode de fonctionnement des Stars implique un contrôle serré des finances (location de la patinoire, transport et hébergement pour les matchs à l'extérieur, promotion et publicité). Tout se fait à cette époque sans rémunération salariale chez les Stars. Que cela soit les membres du conseil d'administration des Stars, Meg Hewings ancienne joueuse dans la LNHF et directrice générale des Stars ou les entraîneurs, tous ont un emploi en dehors du hockey féminin. Il en est de même pour tout le personnel d'encadrement de l'équipe. Quant aux joueuses des Stars, elles doivent avoir un emploi en dehors de la glace et payer leur équipement personnel de hockey.
Également, les recettes financières des Stars de Montréal (commanditaires, ventes des billets lors des matchs et vente de produits dérivés) ne vont pas aux joueuses, ni à l'équipe des entraîneurs mais sont versées à la Ligue,.
Cependant, depuis leur partenariat en 2014 avec les Canadiens de Montréal, un appui financier plus important redonné de l'aisance au club. De plus, à la suite de la croissance de la ligue et poussée par la création de la première ligue payant ses joueuses (la LNHF créée en 2015), la LCHF propose pour la première fois en 2017 des salaires à ses joueuses avec un plafond maximum par équipe de 100 000 dollars et un salaire compris entre 2 000 et 10 000 dollars par an selon l'expérience. Cela ne permet pas encore aux joueuses de vivre uniquement de leur sport mais il est plus facile de gérer les dépenses liées à l'équipement et cela leur assure un revenu pour pallier les absences dues aux déplacements en extérieur, notamment avec l'extension vers la Chine.